# 王應傑
王應傑（1943年6月21日—），生於中華民國福建省福州市，成長於台灣台南縣新營鎮（今台南市新營區），主要投資於建築業與房地產，為北橋建設、東森房屋董事長，也廣泛投資於各產業，現任國光客運副董事長、台灣日光燈董事長。曾代表中國國民黨擔任國民大會代表，現任台北市商業會理事長。

## 生平
畢業於國立成功大學會計統計學系。畢業後曾任法務部調查局調查員、財政部賦稅署稽核員。
1969年，擔任第一屆國民大會增額代表，曾任國民大會主席團主席。
1970年代，投入房地產事業，創辦北橋建設、東森房屋。

## 個人主張
1991年國民大會代表選舉，民主進步黨擬將「建立台灣共和國」列入黨綱，中華民國證券投資人協會聯合會袁希光、鳳山証券董事長范姜新運、台北市證券商公會理事長林淑齊、台北市投資人協會理事長鮑璧、國大代表王應傑、律師王富茂、國立政治大學教授朱新民等人認為此舉造成股票下跌，推動「反對政治影響經濟 十萬人反台獨」簽名活動，並將簽名送交民進黨中央黨部。
2012年中華民國總統選舉，支持國民黨候選人馬英九，認為民進黨候選人蔡英文當選將引起兩岸關係惡化、台灣資金外逃、中產階級移民。
2014年7月26日在行政院經貿國是會議全國大會上表示，
台灣應走出去賺世界財，應鬆綁海岸風景區的相關法規，墾丁和東北角的海岸線都沒有開放，觀光飯店不能去那裡蓋游泳池，「觀光不成氣候，就不可能有人來」，才能吸引國內外資本家來蓋觀光飯店，創造就業機會。對於核四問題，王應傑認為「核四的事情我們一般人根本不敢講話，專業者才能說話，不然都是民粹」。
對於民生問題，新聞斷章取義說他認為在台北市「只要有房，（月薪新台幣）2萬7（千元）也可以過得很好」，並指出「高鐵是白領和政府官員坐的」，而鬧得沸沸揚揚；但其實他是從台灣房價過高開始談起，全文應為：「我年薪很高，都繳最高稅率，但是我從（民國）71年以後就沒有買過房地產了，因為我也買不起。現在最大的問題是年青人買不起第一間房子，政府應該要給首次購屋族9成貸款、貸30年、前3年寬限期，這樣年輕人才買得起。如果可以先有房子的話，就算月薪只有2萬7，在台北也可以過得很好。當然不可以天天去夜店、搭高鐵。高鐵是中小企業主、白領階級、政府官員在搭的，和欣、統聯只要600塊，你幹嘛一定要搭高鐵？」
2015年7月30日，行政院院長毛治國與商業界領袖座談會，但參與座談的王應傑未待座談會結束即先行離開。王應傑說，毛治國不會處理事情，座談會開始1小時僅討論到第6案，根本是比照立法院開會模式，沒有效率，「我哪有時間陪他？我的生產力很貴！」他還說，重型機車是紈袴子弟、靠爸族及年紀大的有錢人在玩的，開放重型機車上路將影響大眾運輸安全、全民皆輸，絕對不可鬆綁。他也說，馬英九政府近來積極端出的經濟方案緩不濟急，台灣經濟內耗太久，貨貿、服貿不過，一帶一路大餅也分食不到；若政府能推動貨貿、服貿通過，國人就會有機會。
2015年9月4日，台北世貿台北3C大展開幕典禮，王應傑對蔡英文說：「我相信，如果妳當總統，一定比馬英九做得好。」
2015年9月29日，王應傑說，企業放不放颱風假由雇主自己決定即可，若員工颱風天出門上班發生意外，雇主會負全責，「政府憑什麼替企業做決定？」同日，輔仁大學教授周偉航（人渣文本）批評，颱風假本就是交由雇主決定，就像電影院和百貨公司在颱風天營業；各地政府機關颱風天放假是為約束公務員，多數雇主怕出人命才比照公家機關辦理，「王應傑這麼想營業，就叫你的東森房屋照開呀，開24小時好了，連過年都開，要不要？」。
2016年1月28日，國光客運宣布旗下最後33輛灰狗巴士即日起退役，王應傑說，自從台灣邁入少子化社會後，人人都是大學畢業，卻多半眼高手低，不少年輕人抱怨22K方案、找不到工作，卻不願應徵月薪新台幣5萬到6萬元的客運業者司機，只因嫌一趟車程要跑4到5個小時太累。他說，他曾多次建議國民黨，當客運業者徵不到司機時，經過3到5次公告，就應該開放引入外籍司機，「坦白說，我們每到六、日，缺員都相當嚴重；實際上並非我們不找本國司機，而是根本沒人要來應徵，這問題政府總要解決」；國民黨卻像「既老又舊」的灰狗巴士般未能跟上時代改革，最後才會被人民淘汰。他建議，蔡英文政府上台應該從善如流，多有一些創新思維。
2016年12月13日，台智卡公司大股東王應傑表示，「我們本來要申請小額消費支付，所以要去裝置相關硬體和軟體，但後來做了一半，我們就決定減資、解散，那些東西就沒有後續用途。」「我們希望後面沒有付的帳款，能夠打折處理。」王應傑也不打算全額支付尾款，「這是商業習慣，我們都已經要減資、解散了，怎麼可能按照契約履行？」「他如果急著要錢，我們就給少一點嘛，如果他們覺得打官司會打贏，那慢慢來嘛。」「這是我的經營理念：欠人的錢，能夠拖就拖，能不付就不付。」。

## 爭議

### 「欠人的錢，能夠拖就拖，能不付就不付」理念
2016年10月台灣智慧卡公司召開董事會和股東會，通過減資2億元之後、清算解散的決議，清算後台智卡資產大於負債，卻因遲遲未支付協力廠商書亞集成公司上千萬元尾款，甚至因即將散解而要求僅支付「成本價」，雙方爆發爭議。王應傑直言，不打算全額支付尾款，「這是商業習慣，我們都已經要減資、解散了，怎麼可能按照契約履行？」「他如果急著要錢，我們就給少一點嘛，如果他們覺得打官司會打贏，那慢慢來嘛。」
「做生意就是這樣，收錢越快越好、付錢越慢越好。」王應傑表示，「這是我的經營理念：欠人的錢，能夠拖就拖，能不付就不付。」

### 「台灣賤民」說
2017年10月26日，王應傑出席台灣競爭力論壇，在會上表示，中國已經成為世界第二大經濟體，對於台灣各種意識形態的爭吵，根本懶得理，甚至表示，台灣2300萬人中，只有750萬人左右去過中國，「很多台灣的愚民、賤民根本不知道中國大陸這30年來翻天覆地的進步，許多一級、二級城市都已超越台北」。此說法立刻引爆眾怒，對此，王事後對媒體說明，表示「賤民是指政治人物」。

## 家庭
與前妻生有一子一女，藝人王怡仁為其女。離異之後再婚，生下一子一女。2020年喜迎第四春。在宜蘭員山展開第三人生的退休生活。